# Ácido fenámico
Ácido fenámico  es una molécula que sirve como una estructura de matriz para varios fármacos antinflamatorios no esteroideos, incluyendo el ácido mefenámico, ácido tolfenámico, ácido flufenámico, y ácido meclofenámico.
Este compuesto se puede sintetizar por la reacción de ácido 2-clorobenzoico y anilina, con base y óxido de cobre catalizador en la reacción de Goldberg.
La auto-condensación de ácido fenámico produce acridona.

## Efectos adversos
En octubre de 2020, la Administración de Drogas y Alimentos de los EE. UU . (FDA) requirió que la etiqueta del medicamento se actualizara para todos los medicamentos antiinflamatorios no esteroides para describir el riesgo de problemas renales en los bebés por nacer que resultan en un nivel bajo de líquido amniótico. Recomiendan evitar los AINE en mujeres embarazadas a las 20 semanas o más tarde del embarazo.